# System Architect
System Architect ist ein Softwarewerkzeug zur Visualisierung und Analyse der Unternehmensarchitektur und der Geschäftsprozesse einer Organisation. Es dient dazu, die Kommunikation über betriebsinterne Prozesse und die IT-Architektur zwischen den Beteiligten im Unternehmen zu erleichtern und durch Analyse und Visualisierung der Zusammenhänge zwischen Technologie, Prozessen und den zugehörigen Unternehmenszielen und -strategien Entscheidungsgrundlagen für zukünftige Änderungen zu schaffen. System Architect unterstützt dabei alle Beteiligten in dieser Aufgabe des Enterprise Architecture Management. System Architect wurde von IBM entwickelt und unter der Marke Rational Software vertrieben. Ende 2015 wurde die Software von dem amerikanischen Unternehmen Unicom Systems akquiriert und gehört seit dem 1. Januar 2016 offiziell nicht mehr zur IBM.
Die aktuelle Version 11.4.4 wurde am 11. April 2016 veröffentlicht. Neben dem Rebranding enthält sie ein neues Hilfe-Tool, ein neues Lizenzmodell aufgrund neuer Lizenztechnologien sowie weitere Verbesserungen, die aufgrund Änderungsanfragen entstanden sind.

## Geschichte
Die erste Version von System Architect wurde von Jan Popkin in den USA entwickelt und 1988 veröffentlicht. Der weltweite Erfolg des Werkzeugs sprengte bald die Möglichkeiten der kleinen Firma und im Jahr 2005 wurde Popkin Software von der schwedischen Firma Telelogic übernommen. Telelogic wiederum wurde 2008 von IBM gekauft und System Architect der IBM-Marke Rational Software zugeordnet. Am 31. Dezember 2015 wurde die Aquirierung der Software durch die Sparte Unicom Systems Inc. des Konzerns Unicom Global verkündet.

## Modelle einer Unternehmensarchitektur
Für die verschiedenen Ebenen einer Unternehmensarchitektur haben sich traditionell unterschiedliche Arten der Modellierung herausgeprägt. Verschiedene Modellierungsstandards werden im System Architect in einem Werkzeug vereinigt. Alle Informationen werden in einer zentralen Datenbank, der sogenannten Enzyklopädie, abgelegt. Das Metamodell lässt sich individuell an Benutzerwünsche anpassen. Zu den unterstützten Frameworks gehören:
- Zachman Framework,
- TOGAF,
- Department of Defense Architecture Framework (DoDAF),
- Ministry of Defense Architectural Framework (MODAF),
- TM Forum NGOSS und andere.

## Visualisierung und Analyse
Geschäfts- und IT-Informationen können mit System Architect visualisiert und zusammengeführt werden. In Blueprints lassen sich Strategien, Ziele und Organisationen, Unternehmensarchitektur und Prozesse analysieren. Anwendungen, Dienste und Daten, Systeme, Netzwerke und Komponenten können grafisch modelliert und miteinander in Beziehung gesetzt werden. Dadurch können Auswirkungen von Änderungen besser beurteilt und die richtigen Entscheidungen für zukünftige Investitionen getroffen werden.

## Benutzerschnittstellen des System Architect
Für die unterschiedlichen Rollen, die mit dem Werkzeug arbeiten, gibt es verschiedene Möglichkeiten, das Werkzeug zu benutzen: über einen Native Client, über einen Webclient oder Nutzung einer Publishingkomponente.